# أشتون بي. كولير
أشتون بي. كولير (بالإنجليزية: Ashton B. Collier)‏ هو سياسي أمريكي، ولد في 1 فبراير 1910 في لويزيانا في الولايات المتحدة، وتوفي في 22 نوفمبر 1973 في واينفيلد في الولايات المتحدة. حزبياً، نشط في الحزب الديمقراطي. وقد انتخب عضو مجلس نواب لويزيانا.